# Kompozitní výztuž
Kompozitní výztuž je moderní stavební materiál, který umožňuje snižovat náklady na zakládání staveb a další betonové konstrukce, přičemž současně zvyšuje jejich užitné vlastnosti. Výztuž z vláknových kompozitů je vyrobena z vysokopevnostních vláken, jež jsou obalena polymerní matricí. Tato vlákna jsou hlavním nositelem pevnostních vlastností a vyznačují se značně vysokou pevností a tuhostí v tahu. Kompozitní výztuže tvoří až několik miliónů tenkých vláken, jež jsou vzájemně spojena polymerní matricí ve formě určitého typu syntetické pryskyřice, jejímž úkolem je chránit vlákna před poškozením a současně zajišťovat jejich polohu.
Kompozitní laminátové výztuže jsou analogem tradičních výztuží kovových. Vyrovnají se jim ve všech parametrech a vyhovují veškerým soudobým požadavkům.    
Kompozitní výztuže našly široké uplatnění v zahraničí, například v Japonsku, kde se využívají k armování betonových konstrukcí, na něž se kladou zvýšené požadavky z hlediska seizmické odolnosti.  Podle složení se kompozitní polymerové výztuže dělí na laminátové a čedičové. Z hlediska konstrukce je tyčová a může být vyráběna se stavebním nebo hladkým profilem. Коmpozitní čedičová plastová výztuž má ještě větší pevnost než sklolaminátová, je však výrazně dražší. 

## Výroba kompozitní laminátové výztuže
Výroba se uskutečňuje za použití nejnovějších technologií a odpovídá všem požadavkům norem na vysokou kvalitu. Vnější vzhled nekovové výztuže se nijak nápadně neodlišuje od vzhledu kovových analogů – je to tyč vroubkovaná spirálou ze skleněného vlákna. Výrobní technologie umožňuje výrobu výztuže libovolné délky.
Podrobnější informace o výrobním procesu lze nalézt na Youtubu s názvem "Kompozitní výztuž výroba".

## Použití kompozitní výztuže
Kompozitní výztuže jsou používány v průmyslovém a občanském stavebnictví pro výstavbu obytných, společenských a průmyslových budov, při výstavbě nízkopodlažních a rodinných domků pro použití v betonových konstrukcích, pro vrstvené zdivo s pružným spojením, pro opravy betonových povrchů a zděných konstrukcí,  jakož i pro práce prováděné v zimním období, když jsou aplikovány urychlovače vytvrzování malty a nemrznoucí přísady, které způsobují korozi ocelové výztuže.
V silničním stavitelství se používá pro výstavbu násypů, přípravy povrchů, pro silniční prvky, které jsou vystaveny působení agresivních látek proti námraze, pro kombinované silniční prvky (například jako "asfalt - kolejnice"). Používá se také k zpevnění svahů silnic, při stavbě mostů (vozovka, jízdní povrchy, konstrukcích mostních polí apod.), pro zesílení břehů.
Příklad použití kompozitmí výztuže lze nalézt na Youtubu s názvem "Kompozitní výztuž - Betonování podlahy "